# Artiste de guerre
Ne doit pas être confondu avec l'artiste s'inscrivant dans le genre de la bataille historique.

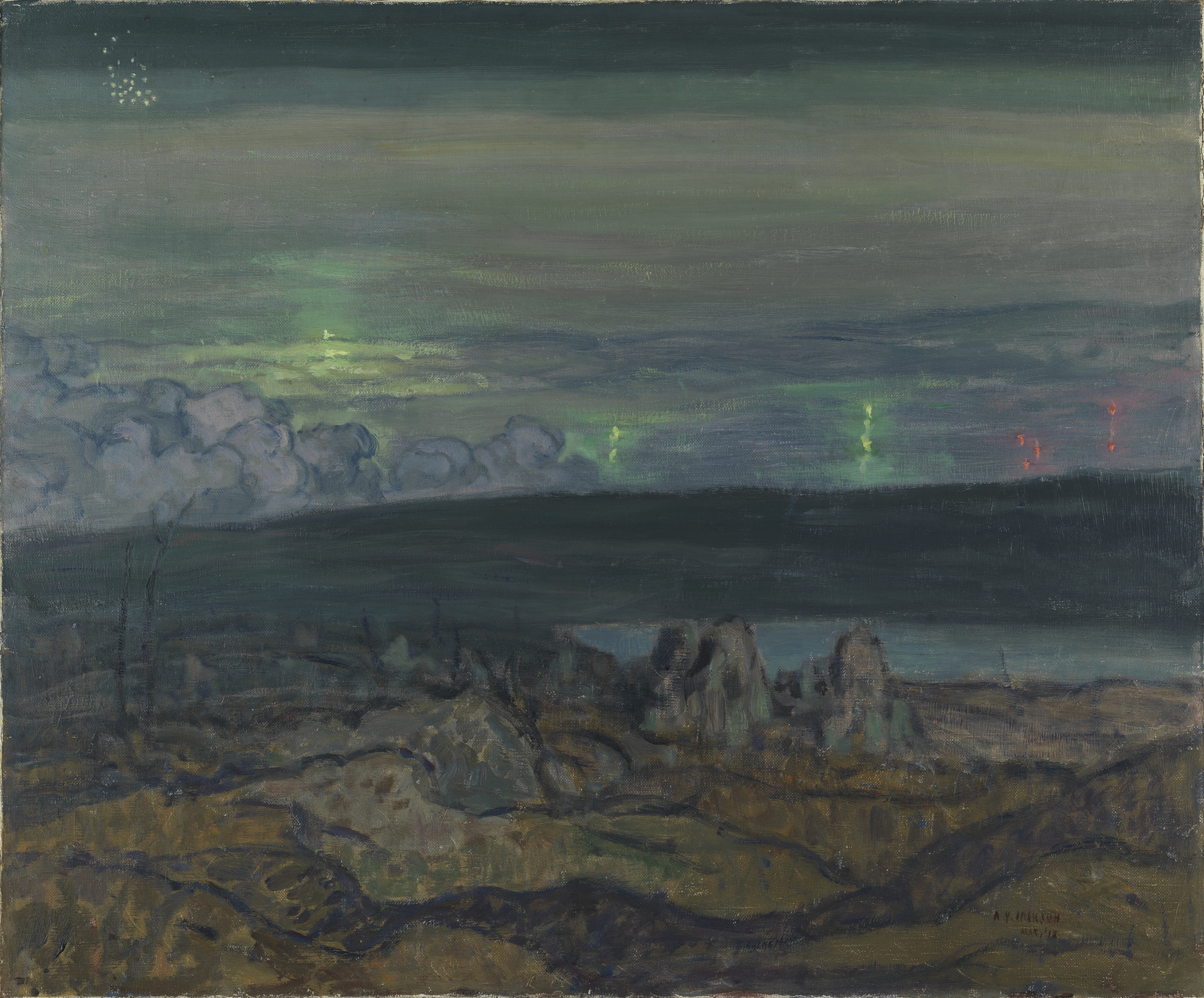
Gas Attack, Lievin (1918) par l'artiste de guerre canadien A. Y. Jackson.

Un artiste de guerre est un artiste mandaté par un gouvernement ou une publication, ou pour son propre compte, pour documenter son expérience de première main de la guerre sous la forme d'un dossier illustratif ou d'une représentation de la façon dont la guerre façonne la vie,,. Les artistes de guerre explorent les dimensions visuelles et sensorielles de la guerre, souvent absentes dans les histoires écrites ou autres récits de guerre.
Les artistes de guerre peuvent être impliqués en tant que spectateurs des scènes, faisant partie du personnel militaire qui répond à de fortes envies intérieures de dépeindre une expérience de guerre directe, ou des individus officiellement mandatés pour être présents et rendre compte des activités militaires. Un artiste de guerre crée un compte rendu visuel de l'impact de la guerre en montrant comment les hommes et les femmes attendent, se préparent, se battent, souffrent, célèbrent ou sont tués, comme dans le tableau Apothéose de la guerre de Vassili Verechtchaguine ou la photographie Mort d'un soldat républicain de Robert Capa.
Les œuvres produites par les artistes de guerre illustrent et rendent compte de nombreux aspects de la guerre et l'expérience de la guerre de l'individu, qu'il soit allié ou ennemi, militaire ou civil, militaire ou politique, social ou culturel. Les artistes enregistrent les activités militaires d'une manière que les caméras et les mots écrits ne peuvent a priori pas. Leur art recueille et distille les expériences des hommes et des femmes qui les ont endurées. Les artistes et leurs œuvres d'art affectent la façon dont les générations suivantes voient les conflits militaires. Par exemple, les artistes de guerre qui ont grandi entre les deux guerres mondiales ont été influencés par les œuvres d'art qui représentaient la première Guerre mondiale, ce qui créait donc un précédent et un format à suivre.
Des artistes de guerre officiels ont été nommés par les gouvernements à des fins d'information ou de propagande et pour enregistrer des événements sur le champ de bataille, mais il existe de nombreux autres types d'artistes de guerre. Il peut s'agir de combattants artistes qui choisissent de témoigner de leurs expériences, de non-combattants témoins de guerre et de prisonniers de guerre qui peuvent témoigner volontairement les conditions ou être nommés artistes de guerre par des officiers supérieurs.